# Michael Moncek
Michael Moncek (* 1991 oder 1992) ist ein professioneller US-amerikanischer Pokerspieler. Er ist zweifacher Braceletgewinner der World Series of Poker.

## Persönliches
Moncek studierte an der University of Texas und Loyola University Chicago. Er lebt in North Barrington im US-Bundesstaat Illinois.

## Pokerkarriere

### Werdegang
Seine erste Geldplatzierung bei einem Live-Pokerturnier erzielte Moncek im Oktober 2016 beim Circuit der World Series of Poker (WSOP) in Hammond im US-Bundesstaat Indiana. Anfang Februar 2019 gewann er beim WSOP-Circuit in Milwaukee sein erstes Live-Turnier und erhielt mehr als 60.000 US-Dollar sowie einen goldenen Circuitring. Im Juni 2019 war der Amerikaner erstmals bei der WSOP-Hauptturnierserie im Rio All-Suite Hotel and Casino in Paradise am Las Vegas Strip erfolgreich und kam bei zwei Turnieren der Variante No Limit Hold’em in die Geldränge. Mitte September 2019 in Milwaukee sowie knapp einen Monat später in Hammond sicherte er sich zwei weitere Circuitringe und Preisgelder von insgesamt über 35.000 US-Dollar. Bei der WSOP 2022, die erstmals im Bally’s Las Vegas und Paris Las Vegas ausgespielt wurde, entschied Moncek ein Turnier in Limit Hold’em für sich und wurde mit einem Bracelet sowie knapp 150.000 US-Dollar prämiert. Beim 100.000 US-Dollar teuren High Roller der Turnierserie erreichte er ebenfalls den Finaltisch und belegte den mit rund 420.000 US-Dollar dotierten fünften Platz. In Elgin gewann der Amerikaner Mitte November 2022 seinen vierten Circuitring. Bei der WSOP 2023 setzte er sich bei einem gemischten Event aus No Limit Hold’em und Pot Limit Omaha durch und erhielt sein zweites Bracelet sowie seine bislang höchste Auszahlung von knapp 535.000 US-Dollar. Knapp zwei Wochen später belegte Moncek den mit über 130.000 US-Dollar bezahlten dritten Rang der Razz Championship.
Insgesamt hat sich Moncek mit Poker bei Live-Turnieren mehr als 1,5 Millionen US-Dollar erspielt.

### Braceletübersicht
Moncek kam bei der WSOP 19-mal ins Geld und gewann zwei Bracelets:
| Jahr | Buy-in (in $) | Turnier                                 | Teilnehmer | Preisgeld (in $) |
| ---- | ------------- | --------------------------------------- | ---------- | ---------------- |
| 2022 | 1500          | Limit Hold’em                           | 522        | 145.856          |
| 2023 | 5000          | Mixed No-Limit Hold’em; Pot-Limit Omaha | 568        | 534.499          |